# Gli Impossibili
Gli Impossibili (The Impossibles) è una serie televisiva a cartoni animati di 36 episodi prodotta dalla Hanna-Barbera nel 1966.

## Caratterizzazione
Gli Impossibili sono un affermato trio musicale rock, che ricorda i Beatles nell'abbigliamento "normale", con chitarre dalle forme bizzarre; al richiamo di Big D diventa un gruppo di supereroi.
Nonostante all'epoca i giustizieri in costume della Marvel Comics e della DC Comics spopolassero nei fumetti, non erano altrettanto presenti in televisione a causa delle preoccupazioni dei network che temevano la violenza insita in tale tipo di storie. Quindi gli Impossibili colmarono una lacuna, mostrando che una raffigurazione brillante e disincantata degli eroi in calzamaglia poteva trovare consensi nel pubblico.

## Produzione e distribuzione
La serie venne trasmessa insieme agli episodi di Frankenstein Jr. nel contenitore animato: Frankenstein Jr. e gli Impossibili, con due episodi degli Impossibili e uno di Frankenstein Jr.

## Personaggi

### Personaggi principali
- Coil Man - "Solo chi è folle, sfida le sue molle" - Biondo, basso e grassottello, si trasforma in un uomo-molla, con molle al posto degli arti, che gli permettono di effettuare salti e colpire nemici a grande distanza.
- Fluid Man - "Celata in una goccia, ha la forza di una roccia" - Con il potere di trasformarsi in liquido, Fluid Man è in grado di penetrare in ogni fessura e di viaggiare attraverso le tubature.
- Multi Man - "È a capo di un plotone, ha la furia di un ciclone" - Multi Man è in grado di replicare se stesso in un numero infinito di copie, che si muovono all'unisono, disorientando gli avversari e ottenendo soccorso nei lavori di fatica;  Multi Man è dotato anche di uno scudo che viene usato come protezione o come arma.

### Personaggi ricorrenti
- "Big D".
- Paper Doll Man.
- Dottor Stretch.
- L'uomo ragno (in originale: Spinner)
- Beamatron
- L'uomo bolla (in originale: Bubbler)
- Mr. ghiaccio (in originale: Mr. Ice).
- L'uomo talpa (in originale: Burrower)
- Timeatron.
- Smog Man (in originale: Smogula).
- Mamma macabra (in originale: Mother Gruesome)
- Aquator.
- Dragster.
- L'uomo puzzle (in originale: The Puzzler).

## Episodi
| n°  | Titolo originale                    | Titolo italiano                  | Prima TV USA      | Prima TV Italia  |
| --- | ----------------------------------- | -------------------------------- | ----------------- | ---------------- |
| 1a  | The Bubbler                         | L'uomo bolla                     | 10 settembre 1966 | 23 novembre 1979 |
| 1b  | The Spinner                         | L'uomo ragno                     | 10 settembre 1966 |                  |
| 2a  | The Perilous Paper Doll             | Paper doll                       | 17 settembre 1966 |                  |
| 2b  | Beamatron                           | Beamatron                        | 17 settembre 1966 |                  |
| 3a  | The Burrower                        | L'uomo talpa                     | 24 settembre 1966 |                  |
| 3b  | Timeatron                           | Timeatron                        | 24 settembre 1966 |                  |
| 4a  | Smogula                             | Smog Man                         | 1º ottobre 1966   | 3 dicembre 1979  |
| 4b  | The Sinister Speck                  | The sinister speck               | 1º ottobre 1966   |                  |
| 5a  | Fero, the Fiendish Fiddler          |                                  | 8 novembre 1966   |                  |
| 5b  | Mother Gruesome                     | Mamma macabra                    | 8 novembre 1966   | 7 dicembre 1979  |
| 6a  | Televisatron                        |                                  | 15 ottobre 1966   |                  |
| 6b  | The Diabolical Dauber               | Il diabolico imbrattatele        | 15 ottobre 1966   | 5 dicembre 1979  |
| 7a  | Aquator                             | Aquator                          | 22 ottobre 1966   |                  |
| 7b  | The Wretched Professor Stretch      | Il miserabile dottor Streach     | 22 ottobre 1966   | 29 novembre 1979 |
| 8a  | The Devilish Dragster               | Il diabolico Dragster            | 29 ottobre 1966   | 1º dicembre 1979 |
| 8b  | The Return of the Spinner           | Il ritorno dell'uomo ragno       | 29 ottobre 1966   |                  |
| 9a  | Satanic Surfer                      | Satanic Surfer                   | 5 novembre 1966   |                  |
| 9b  | The Puzzler                         | L'uomo puzzle                    | 5 novembre 1966   | 9 dicembre 1979  |
| 10a | The Scheming Spraysol               | Sprayoson                        | 12 novembre 1966  |                  |
| 10b | The Scurrilous Sculptor             | Lo scultore                      | 12 novembre 1966  | 11 dicembre 1979 |
| 11a | The Artful Archer                   | Arciere                          | 19 novembre 1966  |                  |
| 11b | The Insidious Inflator              | Inflaton                         | 19 novembre 1966  |                  |
| 12a | The Dastardly Diamond Dazzler       | L'ineffabile Diamond             | 26 novembre 1966  |                  |
| 12b | The Return of the Perilous Paperman | Paper man                        | 26 novembre 1966  |                  |
| 13a | Cronella Critch the Tricky Witch    | La strega maligna                | 3 dicembre 1966   | 17 dicembre 1979 |
| 13b | The Terrible Twister                |                                  | 3 dicembre 1966   |                  |
| 14a | Professor Stretch Bounces Back      |                                  | 10 dicembre 1966  |                  |
| 14b | The Terrifying Tapper               |                                  | 10 dicembre 1966  |                  |
| 15a | The Anxious Angler                  | Angler il pescatore              | 17 dicembre 1966  |                  |
| 15b | The Rascally Ringmaster             | I bricconi del circo             | 17 dicembre 1966  |                  |
| 16a | Billy the Kidder                    | Billy Kid                        | 24 dicembre 1966  |                  |
| 16b | The Fiendish Dr. Futuro             | Il diabolico dottor Futuro       | 24 dicembre 1966  | 21 dicembre 1979 |
| 17a | The Crafty Clutcher                 | Crafty il ladrone                | 31 dicembre 1966  |                  |
| 17b | The Infamous Mr. Instant            | L'infame Mister Instant          | 31 dicembre 1966  | 23 dicembre 1979 |
| 18a | The Bizarre Batter                  | Il battitore bizzarro            | 7 gennaio 1967    |                  |
| 18b | The Not So Nice Mr. Ice             | Quel tipaccio di Mister Ghiaccio | 7 gennaio 1967    | 25 dicembre 1979 |